# Дайодзи, Косабуро
Косабу́ро Дайо́дзи (яп. 大道寺小三郎; 1925—2005) — японский банкир, президент банка «Митиноку» (1986—1997). Почётный консул Российской Федерации в городе Аомори (2000—2005). Почётный гражданин города Хабаровска (1995) и Южно-Сахалинска (1995).

## Биография
Родился 1 мая 1925 года в небольшом городе Сидзунай на острове Хоккайдо (ныне — часть города Синхидака). Его отец, Коити Дайодзи был врачом и имел собственную клинику в Хакодате.
Учился в средней школе Тюбу в Хакодате, затем поступил в Колледж Хиросаки, где учился вместе с Сэйдзюном Судзуки, впоследствии — известным японским режиссёром и сценаристом. После колледжа поступил на юридический факультет государственного Университета Тохоку. По окончании университета пытался построить юридическую карьеру, шесть раз безуспешно сдавал экзамен на статус адвоката.
В 1958 году, в возрасте 32 лет пришёл в банковское дело, став генеральным менеджером отдела управления Банка «Хиросаки», а в 1973 году возглавил токийский офис банка. Вошёл в ближайшее окружение президента банка Сатосиё Карудзи, в 1976 году активно способствовал слиянию Банка «Хиросаки» и Банка «Сейва» в единый Банк «Митиноку». В новом банке возглавлял кредитный отдел (1976—1980) и отдел общего планирования (1980—1982). В 1982 году стал главным исполнительным директором «Митиноку», а в 1984 году — вице-президентом банка.
В 1986 году К. Дайодзи сменил Касаи Киёми на посту президента банка. Под его руководством «Митиноку» начал активную экспансию на внешние рынки: в 1990-е годы были открыты подразделения банка в России и Гонконге. В 1997 году К. Дайодзи покинул пост президента, однако сохранял значительное влияние в совете директоров банка вплоть до своей смерти.
Умер 21 июля 2005 года. После смерти К. Дайодзи мэр Хабаровска Александр Соколов направил официальное соболезнование родным и близким, а также сотрудникам банка «Митиноку».

### Сотрудничество с Россией
Во время своего пребывания во главе банка «Митиноку» Косабуро Дайдодзи неоднократно бывал в России, немало сделал для установления побратимских связей между жителями Приамурья и префектуры Аомори. «Россия у меня связана с детством — говорил он, объясняя мотивы своих действий — Я жил на севере Японии, где очень развита рыбная промышленность. Там работал мой отец, там я и познакомился с русскими. Отец моего друга детства работал там переводчиком с русского языка». Также К. Дайодзи упоминал о том, что в 1930-е гг. его отец оказался в Сибири без средств к существованию, и русские люди делились с ним буквально последним куском.
По инициативе К. Дайдодзи крупнейшими предприятиями и финансовыми учреждениями префектуры Аомори в июне 1992 году было создано Общество японско-российских связей префектуры Аомори, в августе того же года — торговая фирма «Аомори-кэн ниторо Коэки». В 1994 году Дайдодзи из своих личных средств передал властям Хабаровского края 25 тыс. долларов США для ликвидации последствий наводнения. Между префектурой Аомори и Хабаровским краем было, по инициативе Дайодзи, подписано соглашение о сотрудничестве в области здравоохранения, образования и дальнейшем развитии культурных связей.
В середине 1990-х годов по инициативе К. Дайодзи была оказана гуманитарная помощь многим учреждениям здравоохранения, образования и культуры Хабаровского края. Он выделил 25 млн иен на приобретение лекарств и специальной аппаратуры для лечения в Хабаровске лиц, пострадавших от землетрясения на острове Сахалин (1995). Для учреждений здравоохранения Хабаровска им было передано различной медицинской аппаратуры на сумму 100 млн иен 200 тыс. долларов США. В течение четырёх лет (1991—1995) он финансировал осуществление 19 чартерных рейсов между Аомори и Хабаровском, а в 1995 году договорился об открытии регулярной пассажирской авиалинии между этими городами. Он финансировал стажировку в Японии российских врачей, учителей и студентов, положил начало традиции ежегодного обмена детскими делегациями между Хабаровским краем и префектурой Аомори, в рамках которой каждый год 800 детей из России ехали в Японию, а столько же японских детей — в Россию. Организовал в городах Японии сбор музыкальных инструментов и прислал триста пианино как дар от японских семей для сельских школ Хабаровского края и Сахалинской области. Выделял средства на издание газеты «Катюша», освещающей жизнь России и Хабаровского края и выходящей тиражом 10 тысяч экземпляров. Оказывал финансовую помощь в выполнении работ по реконструкции городского парка отдыха и прудов.
Являлся членом российско-японского Совета мудрецов, заместителем председателя правления Общества японско-российских связей префектуры Аомори. С декабря 2000 года был почётным консулом РФ в городе Аомори.

## Награды
- медаль Почёта с голубой лентой (ноябрь 1991)[4];
- орден Дружбы (26 ноября 2003, Россия) — за заслуги в развитии экономического сотрудничества и дружественных связей между Российской Федерацией и Японией[5][6];
- медаль «В память 300-летия Санкт-Петербурга» (май 2004)[4][7]
- Почётный гражданин Хабаровска (19 июля 1995)[8];
- Почётный гражданин Южно-Сахалинска (15 августа 1995) — за большой личный вклад в налаживание и развитие хозяйственных связей, за активное участие и ценный вклад в развитие дружественных взаимоотношений, способствующих сближению и взаимообогащению культур, большую благотворительную деятельность[9]
- почётный профессор Дальневосточного государственного технического университета (август 1996)[4]
- почётный профессор РЭУ им. Г. В. Плеханова (1996)[4]
- почетный профессор Дальневосточного государственного медицинского университета (июнь 1997)[4];
- почётный профессор Хабаровского государственного педагогического университета (октябрь 1997)[4];
- благодарность министра иностранных дел Японии (июнь 1997)[4].